# В чужие руки: Истории Киндертранспорта
«В чужие руки: Истории Киндертранспорта» (англ. «Into the Arms of Strangers: Stories of the Kindertransport») — документальный фильм, выпущенный в 2000 году в США.
Фильм рассказывает историю «Киндертранспорта», спасательной операции, благодаря которой 10 000 еврейских детей накануне Второй мировой войны получили убежище в приёмных семьях Великобритании. Режиссёром выступил Марк Джонатан Харрис, а рассказчиком — Джуди Денч. В 2001 году картина стала лауреатом премии «Оскар» в номинации Лучший документальный фильм. В декабре 2014 года был внесён в Национальный реестр фильмов США, обладая культурным, историческим или эстетическим значением.

## Интервьюируемые
Фильм базируется на отснятых интервью, в которых люди, прошедшие в далёком детстве через «Киндертранспорт», рассказывают свои истории, делятся давними переживаниями и вспоминают те чувства, которые испытывали во время пребывания в чужой стране и незнакомой семье.
- Лоррэйн Аллард, спасённый
- Лори Кан, спасённый
- Мариам Коэн, приемная мать Курта Фушеля
- Хеди Эпштейн, спасённая
- Курт Фушель, спасённый
- Александр Гордон, спасённый
- Франци Гроссман, мать Лоры Сигал
- Ева Хейман, спасённая
- Джек Хеллман, спасённый
- Берта Левертон, спасённая
- Урсула Розенфельд, спасённая
- Инге Садан, спасённая (сестра Берты Левертон)
- Лора Сигал, спасённый
- Роберт Щугар, спасённый
- Николас Уинтон, спаситель
- Норберт Воллхейм, спаситель

Александр Гордон также являлся одним из беженцев, которые были интернированы, и 10 июля 1942 года перевозились на корабле HMT Dunera в Австралию. Тот рейс впоследствии стал известен, как одно из самых печальных событий британской морской истории.
В фильме были использованы многочисленные архивные фото- и видео-материалы, содействие в работе над картиной оказывал Мемориальный музей Холокоста в городе Вашингтон, США.

## Реакция критиков
Подавляющее большинство американских кинокритиков отнеслось к фильму положительно, они писали о том, что он очень интеллектуально и эмоционально отражает показанную главу мировой истории. Фильм стал лауреатом премии Американской киноакадемии в номинации Лучший документальный фильм. Однако, показ состоялся в очень небольшом числе кинотеатров (всего в 18), а сборы в США составили 382 807 долларов.
В прокат фильм вышел 15 сентября 2000 года. По версии ресурса Rotten Tomatoes, 94 % рецензий кинокритиков носят положительный характер, тогда как Metacritic сообщает о том, что фильм набрал 79 баллов из 100 возможных, получил 23 положительные и 2 «смешанные» рецензии. Так, обозреватель сайта TheMovieReport.com выразил удивление, что о таком масштабном событии в истории Холокоста мало говорилось ранее. По его мнению, фильм снят в «сдержанном стиле» и потому вызывает истинные эмоции у зрителей. В то же время, рецензент ресурса Filmcritic.com напротив заявляет, что фильм получился «ужасно скучным и бездушным». Издание «Sacramento News & Review» назвало картину «очень трогательной и незабываемой», тогда как критик BBC Майкл Томпсон особо отметил, что режиссёр Марк Джонатан Харрис «не приукрашивает и не вмешивается в то, что говорят выжившие», а камера останавливается на каждом лице достаточно времени, чтобы зритель услышал историю этого человека. Рецензент издания «Screeen It!» высказал мнение, что фильм может понравиться любителям истории, а также тем, кто «хочет увидеть, насколько благородными могут быть люди перед лицом невзгод и ужаса». Сотрудник «Deseret News» Шейла Норман-Калп высказала предположение, что картина хороша для просмотра вместе с детьми, особенно с подростками: «двухчасовой просмотр восстанавливает элементарную связь между родителем и ребёнком», а мелкие повседневные неурядицы утрачивают значимость. Роберт Балтер, обозреватель «The Kansas City Star», заявил, что документальная картина является «одним из самых удручающих фильмов года».